# Guillén de Castro

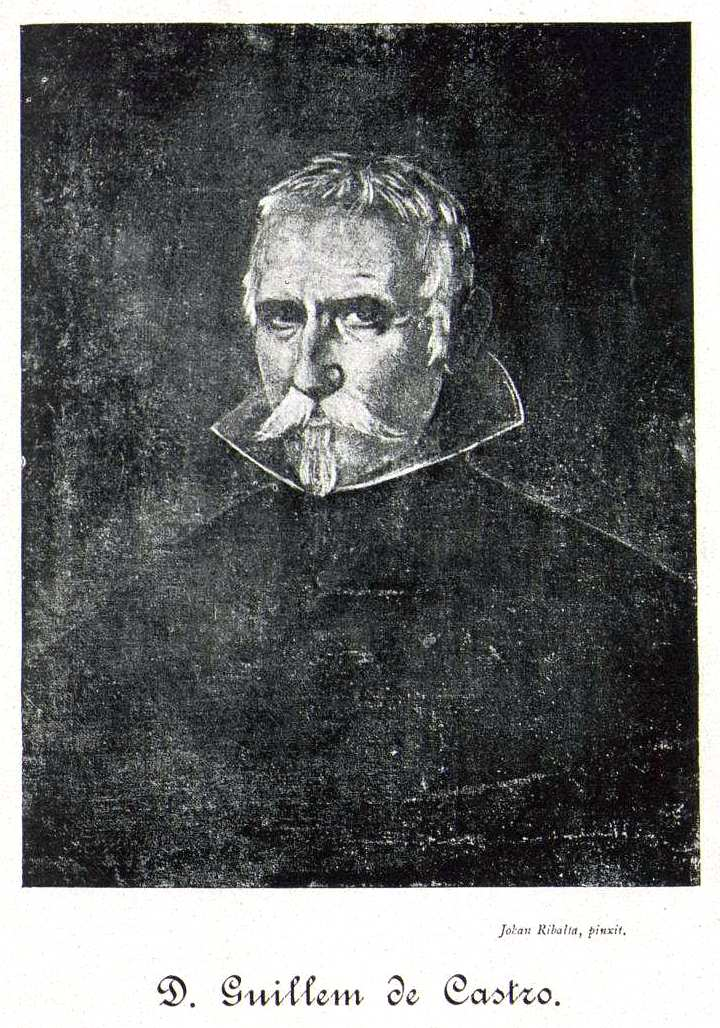
Guillén de Castro

Guillén de Castro y Bellvís (* 4. November 1569 in Valencia; † 28. Juli 1631 in Madrid) war einer der bedeutendsten Dramatiker in Spaniens sogenanntem „Goldenen Zeitalter“ (Siglo de Oro) und Gouverneur von Neapel.
Guillén de Castro hat insgesamt etwa 35 Dramen verfasst. Am bekanntesten geblieben ist sein Stück Le gesta del Cid (Las mocedades del Cid) (dt. Die Jugendtaten des Cid, um ca. 1618), das auf dem Romanzen-Zyklus um den spanischen Nationalhelden El Cid basiert und dem französischen Autor Pierre Corneille als Vorlage für sein erfolgreiches Stück Le Cid (1636) diente.

## Werke
- Le gesta del Cid, in zwei Teilen, um 1618[1]